# Chaetodon quadrimaculatus
Chaetodon quadrimaculatus – ryba morska z rodziny chetonikowatych.